# União Estadual dos Estudantes
União Estadual dos Estudantes  (UEE) é uma entidade estudantil que representa todos os estudantes de ensino superior num determinado estado brasileiro. Essas entidades são diretamente ligadas a União Nacional dos Estudantes (UNE).
A eleição de seus membros é definida pelo Movimento Estudantil regional e costuma se dar de forma indireta através de delegados de alunos das instituições de ensino. 
A composição da diretoria (ou coordenação) pode ser na forma majoritária ou na forma proporcional, conforme a previsão estatutária da entidade.

## Lista de Uniões Estaduais
| Unidade Federativa  | Sigla        | Nome                                                          |       |
| ------------------- | ------------ | ------------------------------------------------------------- | ----- |
| Acre                |              |                                                               |       |
| Alagoas             |              |                                                               |       |
| Amapá               |              |                                                               |       |
| Amazonas            | UEE-AM       | União Estadual dos Estudantes do Amazonas                     |       |
| Bahia               | UEES BAHIA   | União Estadual dos e das Estudantes da Bahia                  |       |
| Ceará               | UEE-CE/Livre | União estadual dos estudantes do Ceará/Livre - Bergson Gurjão | [ 2 ] |
| Distrito Federal    |              |                                                               |       |
| Espírito Santo      |              |                                                               |       |
| Goiás               | UEE-GO       | União Estadual dos Estudantes de Goiás                        | [ 3 ] |
| Maranhão            |              |                                                               |       |
| Mato Grosso         | UEE-MT       | União Estadual dos Estudantes do Mato Grosso                  |       |
| Mato Grosso do Sul  | UEE-MS       | União Estadual dos Estudantes de Mato Grosso do Sul           |       |
| Minas Gerais        | UEE-MG       | União Estadual dos Estudantes de Minas Gerais                 |       |
| Pará                | UEP          | União dos Estudantes Paraenses                                |       |
| Paraíba             | UEEP         | União Estadual dos Estudantes da Paraíba                      |       |
| Paraná              | UPE          | União Paranaense dos Estudantes                               | [ 4 ] |
| Pernambuco          | UEP          | União dos Estudantes de Pernambuco                            |       |
| Piauí               | UEE-PI       | União Estadual dos Estudantes do Piauí                        |       |
| Rio de Janeiro      | UEE-RJ       | União Estadual dos Estudantes do Rio de Janeiro               |       |
| Rio Grande do Norte | UEE-RN       | União Estadual dos Estudantes do Rio Grande do Norte          |       |
| Rio Grande do Sul   | UEE-RS       | União Estadual dos Estudantes Dr. Juca                        | [ 5 ] |
| Rondônia            | UEE-RO       | União Estadual dos Estudantes de Rondônia                     | [ 6 ] |
| Roraima             | UEE-RR       | União Estadual dos Estudantes de Roraima                      |       |
| São Paulo           | UEE-SP       | União Estadual dos Estudantes de São Paulo                    | [ 7 ] |
| Santa Catarina      | UCE          | União Catarinense dos Estudantes                              | [ 8 ] |
| Sergipe             |              |                                                               |       |
| Tocantins           | UTE          | União Tocantinense dos Estudantes                             |       |